# Anomalopus leuckartii
Espèce
Synonymes
- Brachymeles leuckartii Weinland, 1862
- Anomalopus lentiginosus De Vis, 1888
- Lygosoma bancrofti Longman, 1916
- Lygosoma verreauxii biunguiculata Oudemans, 1894

Anomalopus leuckartii est une espèce de sauriens de la famille des Scincidae.

## Répartition
Cette espèce est endémique d'Australie. Elle se rencontre dans le Queensland et en Nouvelle-Galles du Sud.

## Étymologie
Cette espèce est nommée en l'honneur de Karl Georg Friedrich Rudolf Leuckart.

## Publication originale
- Weinland, 1863 "1862" : Beschreibung und Abbildung von drei neuen Sauriern. (Embryopus Habichii und Amphisbaena innocens von Haiti, und Brachymeles Leuckartii von Neuholland.). Abhandlungen der Senckenbergischen Naturforschenden Gesellschaft (Frankfurt), vol. 4, p. 131-143.